# Erwin Dudley
Erwin Lamond Dudley (en turco Ersin Dağlı, Uniontown, Alabama, 2 de octubre de 1981) es un jugador de baloncesto estadounidense. Con 2,04 cm de estatura, su puesto natural en la cancha es el de pívot. 

## Trayectoria
- Universidad de Alabama (1999-2003)
- Maccabi Rishon LeZion (2004-2005)
- Türk Telekom (2005-2010)
- Efes Pilsen S.K. (2010-2011)
- Beşiktaş (2011-2012)
- Galatasaray (2012-2014)
- Darüşşafaka (2014-2016)
- Sakarya BB (2017-2018)